# Thorpe St Andrew
Thorpe St Andrew ist ein kleines Dorf und Vorort von Norwich in Norfolk. Es liegt etwa 3 km vom Stadtzentrum entfernt, außerhalb der Stadtgrenzen im District Broadland. Es ist ein Civil parish das etwa eine Fläche von 705 Hektar ein. Die Bevölkerung betrug im Jahr 2001 13.762. Es ist auch administratives Hauptquartier von Broadland.

## Geschichte
Thorpe wird im Domesday Book erwähnt, in dem es als „Torp“ beschrieben wird, welches ein skandinavisches Wort ist und „Dorf“ bedeutet. Es wird angenommen, dass die alten Dänen im Jahr 870 in East Anglia sich ansiedelten und Norweger im Jahr 1004 dort ankamen, die per Schiff flussaufwärts nach Norwich gelangten.
Es gibt außerdem hinweise darauf, dass Thorpe eins von den Römern besetzt wurde, da diverse Funde darauf hindeuten. Bei den ältesten Erwähnungen des Dorfes, kommt wird es oft als "Thorpe Episcopi" und "Thorpe-next-Norwich". Erst später bürgerte sich der Name "Thorpe St Andrew" ein.
Einer der schlimmsten Zugunglücke von East Anglia ereigneten sich hier im Jahr 1874, bei dem 25 Menschen getötet und 75 verletzt wurden.
Teile der alten Stadt können immer noch entlang der Yarmouth Road, die nach Norwich führt, gesehen werden. Zu sehen sind dabei die alte Kirche, eine frühere Schule, das Rivergarden-Haus, sowie das Buck-Haus, das mehrere Giebel besitzt.

## Einrichtungen
In dem Dorf gibt es diverse Clubs und Organisationen, darunter der County Arts Club an der Plumstead Road, die Thorpe Kite Flyers, die Starlight Express Majorettes und das Oasis Sports and Leisure Centre an der Pound Lane. Religiöse Gruppe aller Konfessionen treffen sich regelmäßig in ganz Thrope.
Eine Schule in dem Dorf ist die Thorpe St Andrew High School, die in den 1950er-Jahren gegründet wurde.
In den letzten Jahren erweiterte sich Thorpe St Andrew stärk ein östlicher Richtung, wobei auch die Dussindale Primary School, im Jahr 2007 und der Broadland Business Park entstanden.
Thorpe St Andrew ist auch der Sitz einer neuen Radiostation von Norwich namens 99.9 Radio Norwich. Das Studio liegt nahe Thorpe River Green und sie begann am 29. Juni 2006 ihren Dienst.

## Straßen
Thorpe St Andrew wird von der A1042 und A1242 gekreuzt. Die A1242 oder auch Yarmouth Road ist Teil der alten Straße von Norwich nach Great Yarmouth.

## Persönlichkeiten
- Adye Douglas (1815–1906), australischer Politiker